# همانت (خواننده)
همانت سوبرامانیا معروف به نام هنری همانت خواننده پلی بک در سینمای کانادا است.
همانت در یک خانواده موسیقیدان در بنگلور هند به دنیا آمد. مادرش راتنا ساستری خواننده کلاسیک و پدرش سوبرامانیا ساستری استاد بازنشسته اقتصاد است. او مادرش را اولین گورو خود می‌داند.